# Nachtschicht – Der Ausbruch
Nachtschicht – Der Ausbruch ist ein deutscher Fernsehfilm von Lars Becker aus dem Jahr 2006. Er ist der vierte Teil der Filmreihe Nachtschicht, in dem der Gewaltverbrecher Alfons Tøfting aus der ersten Folge erneut in Erscheinung tritt. Die Episode wurde am 29. Januar 2007 erstmals ausgestrahlt.

## Handlung
Gewaltverbrecher Tøfting gelingt es, zusammen mit dem wegen Totschlags verurteilten Willy Nowak, aus der Hamburger Justizvollzugsanstalt Vierlande auszubrechen. Dabei wird ein Wachmann von Tøfting angeschossen. Die Gefängnisverwaltung leitet umgehend die Fahndung ein und informiert den KDD. Kommissar Erichsen ist aufs höchste alarmiert, denn Tøfting hatte ihm bei seiner Festnahme Rache geschworen. Unterstützt wird das Nachtschicht-Team von Paula Blooms Nachfolgerin Lisa Brenner. Als Psychologin hat auch sie gleich einen Einsatz, denn eine junge Frau droht von einem Hochhaus zu springen. Wie sich herausstellt, handelt es sich dabei um Willy Nowaks Tochter Tula und da ihr Vater gerade eintrifft, kann er dabei helfen, sie von ihrem Vorhaben abzubringen. Damit er aber nicht gleich wieder verhaftet wird, springt er kurzerhand vom Dach auf das inzwischen vorbereitete Sprungkissen und verschwindet im Dunkel der Nacht.
Tøfting bringt derweil Erichsens Exfrau in seine Gewalt und fordert die Beute aus dem Raub, für den er verurteilt wurde. Er ist davon überzeugt, dass Erichsen das Geld unterschlagen hat und es ihm nun zurückgeben wird. Doch er macht den gleichen Fehler wie vor vier Jahren: als er sich sein Asthmaspray in der Apotheke besorgen will. Nur wird er dieses Mal nicht direkt von der Polizei erwartet, sondern seine Geisel, die er in den Kofferraum seines Fluchtwages verfrachtet hat, macht lautstark auf sich aufmerksam, sodass ein Streifenwagen erscheint. Tøfting kann zwar fliehen, verliert aber nun sein Druckmittel. Da er dringend Geld braucht, um seine Flucht erfolgreich fortsetzen zu können, trifft er sich mit Nowak. Der spannt ihn in seinen persönlichen Racheplan mit ein, denn bei seinem Kontrahenten wäre genügend „Kohle“ zu holen. Das Nachtschicht-Team hofft über Nowaks Frau, die Spur zu ihrem Mann zu finden. Während Psychologin Brenner allmählich „Rosi“ Nowaks Vertrauen gewinnen kann, erwartet Erichsen die Flüchtigen an der Discothek „Gekko“, die Nowak früher gehört hatte und um die ihn sein Konkurrent Emile Gaspard betrogen hat. Erichsen ruft Schrader zu Hilfe und will im Alleingang die beiden Ausbrecher stellen. Die Situation gerät außer Kontrolle und sowohl Gaspard als auch Tøfting werden getötet. Nowak wird mit lebensgefährlichen Verletzungen ins Krankenhaus gebracht. Da er sich aber dafür eingesetzt hatte, dass Tøfting Erichsen nicht erschossen hat und er auch selbst eher Opfer eines Betrügers ist, sieht die neue Nachtschichtleiterin Brenner gute Chancen für ein Wiederaufnahmeverfahren.

## Hintergrund
Nowaks Ehefrau wird von Anna Loos gespielt, die im wirklichen Leben ebenfalls Ehefrau von Jan Josef Liefers ist.
Der Film erschien zusammen mit Nachtschicht – Tod im Supermarkt Anfang 2015 auf DVD.

## Kritiken
Das Lexikon des internationalen Films schrieb: „Ereignisreicher Krimi aus einer Fernsehserie, die mit zum Besten und Originellsten gehört, was das deutsche Fernsehen zu bieten hat. Auch hier muss der weit verzweigte Fall einmal mehr in nur einer Nachtschicht abgeschlossen werden.“
Rainer Tittelbach von Tittelbach.tv urteilte: „Das Team startet auch in ‚Der Ausbruch‘ von Null auf 100, gibt sich physisch und psychologisch auf der Höhe der Zeit, ohne gewollt modisch zu erscheinen. Eine Nacht, ein Film, dieses Konzept verdichtet die Fälle scheinbar wie von selbst, doch es steckt viel Können dahinter. Barbara Auer fügt sich bestens ein, konzentriert und unspektakulär, und ihr Augenaufschlag verheißt wenig Gutes für Armin Rohdes bösen Bullen. Und Jan Josef Liefers macht aus einem halbwegs Kriminellen einen kapitalen Sympathieträger, während Florian Lukas einmal mehr glänzt als Psychopath von de Niros Gnaden.“
Die Kritiker der Fernsehzeitschrift TV Spielfilm meinten: „Wie gewohnt, setzt Nachtschicht-Erfinder Lars Becker in seinem Anti-Tatort auf fetzige Bilder und entfesselnd drauflos-chargierende Mimen, doch um Logik schert er sich kaum.“ Fazit: „Krawallkrimi, schnell und grotesk.“
Auch kino.de wertete: „Becker wäre nicht Becker, wenn er es dieses Mal bei einem reinen Krimi beließe. Über die Figur des zweiten Ausbrechers (Jan Josef Liefers) erzählt er beispielsweise eine ans Gemüt gehende Familiengeschichte. Und er gestattet ganz erstaunliche Einblicke in die Psyche von Armin Rohdes Erichsen, dem buntesten Ermittlerhund. Charakteristisch für ‚Nachtschicht‘ ist auch die bis in die kleinsten Rollen perfekt getroffene Besetzung. Nur für den tollen Dominique Pinon hätte man sich eine etwas charismatischere Schurkenfigur gewünscht. Barbara Auer, erstmals als Kriminalpsychologin Lisa Brenner im Einsatz, ist eine absolute Bereicherung für die Reihe und bildet einen perfekten Widerhaken zu Armin Rohde.“